# 醒木

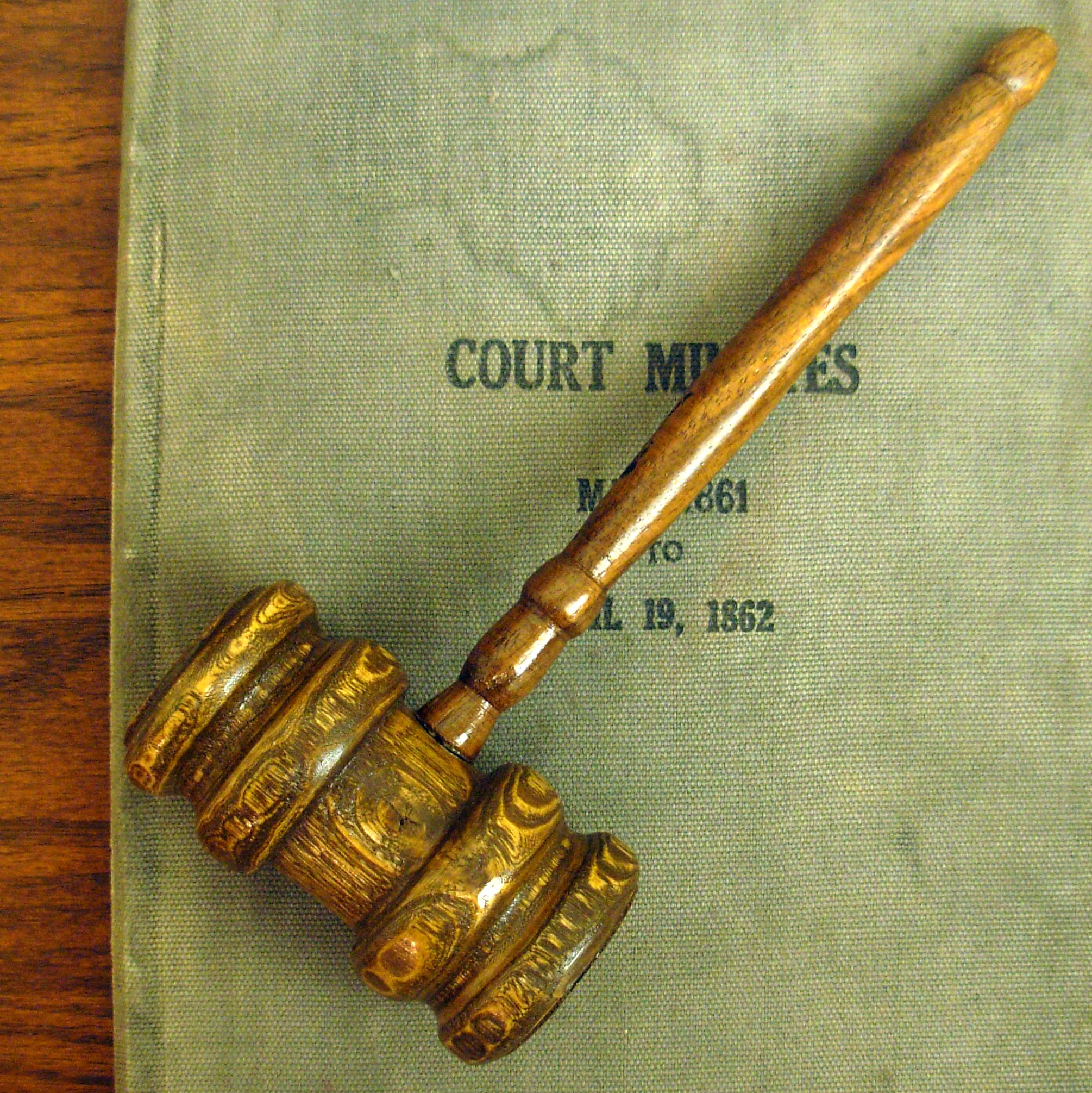
法槌

醒木又叫响木，是一种在曲艺表演中经常使用的道具。醒木也是一種道教法器，在一些儀式中會用到。
醒木实质上是一种小硬木块，常由红木等高档硬质木材制成。多被用于单口相声，评书及鼓书的表演中，作用基本为“拢耳音”，吸引观众的注意力。
與醒木功能近似者，中國古代的衙門，有一塊用硬木製成的道具用來發聲，通常保留一塊木方的形狀，並稱為驚堂木，用於拍枱示威嚴，阻止閒雜人等再七咀八舌，胡說八道。在西方社會的議事機關，議長則會用一根木質槌子，稱為議事槌（gavel）作相同用途。如今，在全球大部分現代化法庭上，也用法槌來震懾以及提醒所有在場者遵守規矩和誓言。